# Saison 1942-1943 des Canadiens de Montréal
Autres saisons
Saison précédente Saison suivante
La saison 1942-1943 de hockey sur glace est la 34e saison que jouent les Canadiens de Montréal. Ils évoluent alors dans la Ligue nationale de hockey et finissent à la 4e place au classement.

## Saison régulière

### Classement
|                        | V  | D  | N  | Pts | BP  | BC  | Pun |
| ---------------------- | -- | -- | -- | --- | --- | --- | --- |
| Red Wings de Détroit   | 25 | 14 | 11 | 61  | 169 | 124 | 371 |
| Bruins de Boston       | 24 | 17 | 9  | 57  | 195 | 176 | 364 |
| Maple Leafs de Toronto | 22 | 19 | 9  | 53  | 198 | 159 | 431 |
| Canadiens de Montréal  | 19 | 19 | 12 | 50  | 181 | 191 | 318 |
| Black Hawks de Chicago | 17 | 18 | 15 | 49  | 179 | 180 | 361 |
| Rangers de New York    | 11 | 31 | 8  | 30  | 161 | 253 | 352 |

## Match après match

### Octobre
| No | Date       | Visiteur         | Score | Domicile      | Fiche | Pts |
| -- | ---------- | ---------------- | ----- | ------------- | ----- | --- |
| 1  | 31 octobre | Bruins de Boston | 2-3   | Les Canadiens | 1-0-0 | 2   |

### Novembre
| No | Date        | Visiteur              | Score | Domicile               | Fiche | Pts |
| -- | ----------- | --------------------- | ----- | ---------------------- | ----- | --- |
| 2  | 7 novembre  | Les Canadiens         | 3-4   | Rangers de New York    | 1-1-0 | 2   |
| 3  | 8 novembre  | Rangers de New York   | 4-10  | Les Canadiens          | 2-1-0 | 4   |
| 4  | 12 novembre | Blackhawks de Chicago | 2-5   | Les Canadiens          | 3-1-0 | 6   |
| 5  | 14 novembre | Red Wings de Détroit  | 5-2   | Les Canadiens          | 3-2-0 | 6   |
| 6  | 15 novembre | Les Canadiens         | 1-3   | Red Wings de Détroit   | 3-3-0 | 6   |
| 7  | 17 novembre | Les Canadiens         | 1-4   | Bruins de Boston       | 3-4-0 | 6   |
| 8  | 21 novembre | Les Canadiens         | 0-8   | Maple Leafs de Toronto | 3-5-0 | 6   |
| 9  | 22 novembre | Les Canadiens         | 3-3   | Blackhawks de Chicago  | 3-5-1 | 7   |
| 7  | 24 novembre | Red Wings de Détroit  | 4-4   | Les Canadiens          | 3-5-2 | 8   |
| 8  | 28 novembre | Bruins de Boston      | 6-2   | Les Canadiens          | 3-6-2 | 8   |
| 9  | 29 novembre | Les Canadiens         | 3-7   | Red Wings de Détroit   | 3-7-2 | 8   |

### Décembre
| No | Date        | Visiteur               | Score | Domicile               | Fiche  | Pts |
| -- | ----------- | ---------------------- | ----- | ---------------------- | ------ | --- |
| 13 | 4 décembre  | Maple Leafs de Toronto | 2-4   | Les Canadiens          | 4-7-2  | 10  |
| 14 | 5 décembre  | Les Canadiens          | 1-9   | Maple Leafs de Toronto | 4-8-2  | 11  |
| 15 | 6 décembre  | Les Canadiens          | 2-5   | Blackhawks de Chicago  | 4-9-2  | 11  |
| 16 | 12 décembre | Les Canadiens          | 2-3   | Bruins de Boston       | 4-10-2 | 11  |
| 17 | 13 décembre | Les Canadiens          | 7-3   | Rangers de New York    | 5-10-2 | 13  |
| 18 | 17 décembre | Maple Leafs de Toronto | 8-1   | Les Canadiens          | 5-11-2 | 13  |
| 19 | 19 décembre | Rangers de New York    | 1-1   | Les Canadiens          | 5-11-3 | 14  |
| 20 | 20 décembre | Les Canadiens          | 3-4   | Red Wings de Détroit   | 5-12-3 | 14  |
| 21 | 25 décembre | Blackhawks de Chicago  | 2-2   | Les Canadiens          | 5-12-4 | 15  |
| 22 | 27 décembre | Bruins de Boston       | 2-4   | Les Canadiens          | 6-12-4 | 17  |

### Janvier
| No | Date       | Visiteur               | Score | Domicile               | Fiche   | Pts |
| -- | ---------- | ---------------------- | ----- | ---------------------- | ------- | --- |
| 23 | 2 janvier  | Les Canadiens          | 3-6   | Maple Leafs de Toronto | 6-13-4  | 17  |
| 24 | 3 janvier  | Maple Leafs de Toronto | 4-4   | Les Canadiens          | 6-13-5  | 18  |
| 25 | 9 janvier  | Bruins de Boston       | 2-7   | Les Canadiens          | 7-13-5  | 20  |
| 26 | 10 janvier | Les Canadiens          | 7-4   | Rangers de New York    | 8-13-5  | 22  |
| 27 | 14 janvier | Blackhawks de Chicago  | 1-5   | Les Canadiens          | 9-13-5  | 24  |
| 28 | 16 janvier | Les Canadiens          | 4-8   | Maple Leafs de Toronto | 9-14-5  | 24  |
| 29 | 17 janvier | Maple Leafs de Toronto | 2-6   | Les Canadiens          | 10-14-5 | 26  |
| 30 | 19 janvier | Les Canadiens          | 2-6   | Bruins de Boston       | 10-15-5 | 26  |
| 31 | 21 janvier | Les Canadiens          | 4-5   | Blackhawks de Chicago  | 10-15-6 | 28  |
| 32 | 23 janvier | Rangers de New York    | 2-2   | Les Canadiens          | 10-15-7 | 29  |
| 33 | 30 janvier | Red Wings de Détroit   | 3-7   | Les Canadiens          | 10-15-8 | 30  |
| 34 | 31 janvier | Les Canadiens          | 3-7   | Red Wings de Détroit   | 11-15-8 | 30  |

### Février
| No | Date       | Visiteur               | Score | Domicile              | Fiche   | Pts |
| -- | ---------- | ---------------------- | ----- | --------------------- | ------- | --- |
| 35 | 6 février  | Bruins de Boston       | 3-8   | Les Canadiens         | 12-15-8 | 32  |
| 36 | 7 février  | Les Canadiens          | 1-7   | Bruins de Boston      | 12-16-8 | 32  |
| 37 | 11 février | Blackhawks de Chicago  | 3-5   | Les Canadiens         | 13-16-8 | 34  |
| 38 | 13 février | Red Wings de Détroit   | 2-5   | Les Canadiens         | 14-16-8 | 36  |
| 39 | 14 février | Les Canadiens          | 1-2   | Red Wings de Détroit  | 14-17-8 | 36  |
| 40 | 18 février | Les Canadiens          | 5-4   | Blackhawks de Chicago | 15-17-8 | 38  |
| 41 | 20 février | Rangers de New York    | 1-6   | Les Canadiens         | 16-17-8 | 40  |
| 42 | 21 février | Les Canadiens          | 1-6   | Rangers de New York   | 16-18-8 | 40  |
| 43 | 25 février | Red Wings de Détroit   | 2-4   | Les Canadiens         | 17-18-8 | 42  |
| 44 | 28 février | Maple Leafs de Toronto | 4-2   | Les Canadiens         | 17-19-8 | 42  |

### Mars
| No | Date    | Visiteur              | Score | Domicile               | Fiche    | Pts |
| -- | ------- | --------------------- | ----- | ---------------------- | -------- | --- |
| 45 | 4 mars  | Les Canadiens         | 7-2   | Rangers de New York    | 18-19-8  | 44  |
| 46 | 6 mars  | Les Canadiens         | 2-2   | Maple Leafs de Toronto | 18-19-9  | 45  |
| 47 | 11 mars | Les Canadiens         | 4-4   | Blackhawks de Chicago  | 18-19-10 | 46  |
| 48 | 13 mars | Blackhawks de Chicago | 6-6   | Les Canadiens          | 18-19-11 | 47  |
| 49 | 14 mars | Les Canadiens         | 4-4   | Bruins de Boston       | 18-19-12 | 48  |
| 50 | 18 mars | Rangers de New York   | 3-6   | Les Canadiens          | 19-19-12 | 50  |